# Hermann Schacht
Hermann Schacht (15 de juliol de 1814 a Ochsenwerder 20 d'agost de 1864 a Bonn) va ser un botànic alemany.

## Biografia
Hermann Schacht estudià Ciències Naturals a Jena i va ser ajudant de Schleiden. El 1856 i 1857 va fer una expedició botànica a Madeira. El 1860 va ser nomenat professor de botànica a la Universitat de Bonn.

## Obres
Schacht va fer recerca gairebè exclusivament sota el microscopi i va apreciar estructures microscòpiques dels nematodes: 
- Entwickelungsgeschichte des Pflanzenembryos (Amsterdam 1850)
- Das Mikroskop und seine Anwendung (Berlin 1851, 3. Auflage 1862)
- Die Pflanzenzelle (Berlin 1852; in neuer Bearbeitung unter dem Titel Lehrbuch der Anatomie und Physiologie der Gewächse, Berlin 1856-59, 2 Bände)
- Die Prüfung der im Handel vorkommenden Gewebe durch das Mikroskop (Berlin 1853)
- Der Baum, Studien über Bau und Leben der höhern Gewächse (Berlin 1853, 2. Aufl. 1860)
- Beiträge zur Anatomie und Physiologie der Gewächse (Berlin 1854)
- Madeira und Tenerife mit ihrer Vegetation (Berlin 1859)
- Grundriß der Anatomie und Physiologie der Gewächse (Berlin 1859)
- Die Spermatozoen im Pflanzenreich (Braunschweig 1864)